# Jennifer Capriati
Jennifer Marie Capriati (n. 29 martie 1976, New York City, New York, SUA) este o fostă jucătoare de tenis americană, fost lider mondial WTA și câștigătoare a competițiilor Australian Open în 2001 și 2002 și French Open în 2001.